# Sophronica
Sophronica är ett släkte av skalbaggar. Sophronica ingår i familjen långhorningar.

## Dottertaxa tillSophronica, i alfabetisk ordning[1]
- Sophronica abyssinica
- Sophronica abyssiniensis
- Sophronica aeneipennis
- Sophronica alboapicalis
- Sophronica albohirta
- Sophronica albomaculata
- Sophronica albomaculosa
- Sophronica albomarmorata
- Sophronica albopicta
- Sophronica albopunctata
- Sophronica albostictica
- Sophronica albostictipennis
- Sophronica allardi
- Sophronica amplipennis
- Sophronica angusticollis
- Sophronica antenigra
- Sophronica antennalis
- Sophronica anteochracea
- Sophronica apicalis
- Sophronica apicefusca
- Sophronica apicemarmorata
- Sophronica apicenigra
- Sophronica arabica
- Sophronica asmarensis
- Sophronica atripennis
- Sophronica aureicollis
- Sophronica aureovittata
- Sophronica aurescens
- Sophronica basigranulata
- Sophronica basilewskyana
- Sophronica benitoensis
- Sophronica benjamini
- Sophronica bettoni
- Sophronica bicolor
- Sophronica bicoloricornis
- Sophronica bicoloripes
- Sophronica bifoveata
- Sophronica bifuscomaculata
- Sophronica bimaculipennis
- Sophronica binigromaculipennis
- Sophronica binigrovittipennis
- Sophronica bipuncticollis
- Sophronica bituberculata
- Sophronica bituberosa
- Sophronica bituberosoides
- Sophronica bowringi
- Sophronica breuningi
- Sophronica brunnea
- Sophronica brunnescens
- Sophronica calceata
- Sophronica calceoides
- Sophronica camerunica
- Sophronica cantaloubei
- Sophronica carbonaria
- Sophronica carissae
- Sophronica cephalotes
- Sophronica ceylanica
- Sophronica chinensis
- Sophronica cinerascens
- Sophronica coeruleipennis
- Sophronica collarti
- Sophronica conradti
- Sophronica costipennis
- Sophronica costulata
- Sophronica crampeli
- Sophronica cuprea
- Sophronica cylindricollis
- Sophronica debeckeri
- Sophronica delamarei
- Sophronica densepunctata
- Sophronica disconigra
- Sophronica diversepunctata
- Sophronica diversipes
- Sophronica dorsovittata
- Sophronica dundensis
- Sophronica egenus
- Sophronica elongatissima
- Sophronica exigua
- Sophronica exocentroides
- Sophronica fallaciosa
- Sophronica favareli
- Sophronica feai
- Sophronica fimbriata
- Sophronica flava
- Sophronica flavescens
- Sophronica flavipennis
- Sophronica flavofemorata
- Sophronica flavoides
- Sophronica flavomaculata
- Sophronica flavostictica
- Sophronica flavovittata
- Sophronica forticornis
- Sophronica fulvicollis
- Sophronica funebris
- Sophronica fusca
- Sophronica fuscifrons
- Sophronica fuscipennis
- Sophronica fuscoapicalis
- Sophronica fuscodiscalis
- Sophronica fuscofasciata
- Sophronica fuscolateralis
- Sophronica fuscoscapa
- Sophronica fuscovittata
- Sophronica gracilior
- Sophronica gracilis
- Sophronica gracillima
- Sophronica granulosipennis
- Sophronica grisea
- Sophronica griseomarmorata
- Sophronica grossepunctata
- Sophronica grossepuncticollis
- Sophronica grossepunctipennis
- Sophronica hirsuta
- Sophronica hirsutula
- Sophronica hologrisea
- Sophronica humeralis
- Sophronica ikuthensis
- Sophronica improba
- Sophronica indica
- Sophronica infrafusca
- Sophronica infrarufa
- Sophronica intricata
- Sophronica junodi
- Sophronica kaszabi
- Sophronica kivuensis
- Sophronica kochi
- Sophronica koreana
- Sophronica laterifusca
- Sophronica laterifuscipennis
- Sophronica leonensis
- Sophronica lineata
- Sophronica lineatopunctata
- Sophronica longeantennata
- Sophronica longiliscapus
- Sophronica longiscapus
- Sophronica machadoi
- Sophronica maculosa
- Sophronica madagascariensis
- Sophronica madecassa
- Sophronica major
- Sophronica mauretanica
- Sophronica mediorufoantennata
- Sophronica metallescens
- Sophronica microphthalma
- Sophronica minuta
- Sophronica mirei
- Sophronica moheliana
- Sophronica nigra
- Sophronica nigriceps
- Sophronica nigricollis
- Sophronica nigritarsis
- Sophronica nigriticollis
- Sophronica nigritosuturalis
- Sophronica nigritula
- Sophronica nigroapicalis
- Sophronica nigrobivitta
- Sophronica nigromaculipennis
- Sophronica nigrosetosa
- Sophronica nigrosternalis
- Sophronica nigrosuturalis
- Sophronica nigrovittata
- Sophronica nitida
- Sophronica obrioides
- Sophronica ochreiceps
- Sophronica ochreicollis
- Sophronica ochreofemorata
- Sophronica ochreoscutellaris
- Sophronica ochreovertex
- Sophronica ochreovitticollis
- Sophronica olivacea
- Sophronica paracamerunica
- Sophronica paraflavipennis
- Sophronica parallela
- Sophronica pararufiniceps
- Sophronica partefuscipennis
- Sophronica parterufoantennalis
- Sophronica paupercula
- Sophronica persimilis
- Sophronica pienaari
- Sophronica postscutellaris
- Sophronica pretiosa
- Sophronica proba
- Sophronica pseudintricata
- Sophronica pulchra
- Sophronica raffrayi
- Sophronica reducta
- Sophronica renaudi
- Sophronica rhodesiana
- Sophronica richardmolardi
- Sophronica rubida
- Sophronica rubroscapa
- Sophronica rufescens
- Sophronica ruficeps
- Sophronica rufina
- Sophronica rufiniceps
- Sophronica rufipennis
- Sophronica rufiscape
- Sophronica rufobasalis
- Sophronica rufobasiantennalis
- Sophronica rufodiscalis
- Sophronica rufofemoralis
- Sophronica rufofemorata
- Sophronica rufohumeralis
- Sophronica rufooccipitalis
- Sophronica rufoscapa
- Sophronica rufosuturalis
- Sophronica rufotibialis
- Sophronica rufula
- Sophronica rufuloides
- Sophronica ruwenzorii
- Sophronica sansibarica
- Sophronica scotti
- Sophronica sericans
- Sophronica setosa
- Sophronica somaliensis
- Sophronica sparsepilosa
- Sophronica spinipennis
- Sophronica strandi
- Sophronica striatipennis
- Sophronica striatopunctata
- Sophronica subaureicollis
- Sophronica subaureovittata
- Sophronica subcamerunica
- Sophronica subcarissae
- Sophronica subcephalotes
- Sophronica subfuscoapicalis
- Sophronica subfuscoscapa
- Sophronica subgrossepuncticollis
- Sophronica subhumeralis
- Sophronica subimproba
- Sophronica subparallela
- Sophronica subproba
- Sophronica substriatipennis
- Sophronica sudanica
- Sophronica suturalis
- Sophronica suturella
- Sophronica suturevittata
- Sophronica tafoensis
- Sophronica talhouki
- Sophronica taverniersi
- Sophronica testacea
- Sophronica tibialis
- Sophronica tonkinensis
- Sophronica trifuscoplagiata
- Sophronica undulata
- Sophronica unicolor
- Sophronica uniformis
- Sophronica varicornis
- Sophronica ventralis
- Sophronica venzoi
- Sophronica villiersi
- Sophronica vittata
- Sophronica vitticollis
- Sophronica vittipennis
- Sophronica wittmeri